# 도전 (드라마)
《도전》은 1994년 9월 5일부터 1994년 10월 25일까지 방영된 MBC 월화 미니시리즈이다.

## 기획 의도
고교 조정선수 출신들의 우정과 이들의 2세들이 엮는 사랑을 그린 드라마

## 등장 인물
- 한인수 : 신광식 역
- 김호영 : 하찬호 역
- 박형준 : 신석우 역
- 이시은 : 하소연 역
- 정동환 : 동준 역
- 박정수 : 광식의 아내 역
- 양미경
- 최주봉
- 박상조
- 김기현
- 김주영
- 문성근
- 한석규 (중도투입)
- 오연수 (중도투입)
- 이근희
- 김나운
- 박채림
- 조민기
- 양정아
- 이현경
- 길정화
- 노희지
- 최미향
- 장동건
- 심은하
- 이민영
- 안재욱
- 김세민

## 참고 사항
- 고교 시절 조정선수로 우정을 다진 40대 주인공들이 뒤늦게 만나 결자해지를 해나가는 과정을 그리면서, 시청자가 긴장감을 유지하며 볼 수 있는 극적 장치를 거의 만들지 않은 점, 중간중간의 복선이 결과를 뻔히 알 수 있는 상투적이었다는 점, 극중 소재로 등장한 로봇연구소나 영화감독의 세계-조정 경기가 시청자들의 눈길을 잡기에는 너무나 밋밋햇다는 점 등이 지적되었다.[1]
- 저조한 성적으로 인해 한석규, 오연수 등을 중도투입시켰지만[2] 상황은 나아지지 않았고 저조한 시청률로 막을 내렸다.
- 조정협회와 대학조정팀들의 협조를 얻어 미사리와 한강 등지에서 찍은 조정경기 장면도 등장했다.[3]